# جریان کانال باز
جریان کانال باز (انگلیسی: Open-channel flow)، نوعی جریان است که مایع در حال حرکت، در تمام مرزهای در تماس با جدار جامد نمی‌باشد بلکه یک مرز جریان در تمام مسیر در معرض فشار اتمسفر قرار دارد و لایه جدایی محیط مایع با فضای اطراف در تعادل با این فشار ثابت عمل می‌کند.
از نمونه‌های این جریان می‌توان به آبراهه‌های طبیعی نظیر رودخانه‌ها و نهرها، آبراهه‌های مصنوعی نظیر کانال‌های آبرسانی و کانال‌های آبیاری و زهکشی، شبکه‌های جمع‌آوری و انتقال فاضلاب، جریان در آبروهای جاده‌ها یا حاشیه خیابان اشاره کرد.